# لورن وودز
لورن وودز (به انگلیسی: Loren Woods) ‏ (۲۱ ژوئن ۱۹۷۸ در سنت لوئیس) بازیکن بسکتبال اهل آمریکا است که در باشگاه‌های لبنان بازی می‌کند.
او سابقاً به عنوان سنتر باشگاه بسکتبال مهرام تهران در لیگ برتر بسکتبال ایران بازی می‌کرد. او از بهترین خارجی‌های بسکتبال ایران و از بهترین سنترهای خارجی است که به آسیا آمده‌است.

## دوران دانشجویی
وودز در دوران دانشجویی خود از سال ۱۹۹۶ تا ۱۹۹۸ در تیم دانشگاه ویک فارست و از سال ۱۹۹۹ تا ۲۰۰۱ در تیم دانشگاه آریزونا در جام قهرمانی بسکتبال دسته اول مردان ان‌سی‌ای‌ای بازی کرد.

## دوران حرفه‌ای

### ان‌بی‌ای
او دوران حرفه‌ای خود را در اتحادیه ملی بسکتبال آمریکا (ان‌بی‌ای) در سال ۲۰۰۱ با مینه‌سوتا تیمبرولوز آغاز کرد و سابقه بازی در تورنتو رپترز، میامی هیت و هیوستون راکتز را نیز دارد. او مدت کوتاهی نیز با تیم ساکرامنتو کینگز قرارداد داشت. وودز تا سال ۲۰۰۸ مجموعاً در ۶ فصل ان‌بی‌ای بازی کرد.

### خارج از آمریکا
لورن وودز سابقه بازی در افس پیلسن ترکیه، ژالگیریس کناس لیتوانی و ساراگوسا بسکت اسپانیا را دارد.

### بازی در لیگ ایران
وودز در ایران در مهرام بازی کرده‌است.

#### جنجال‌ها
در آذر ۱۳۸۸، خبرگزاری فارس گزارش داد که با توجه به وبگاه یوروبسکت، این بازیکن را یک آژانس اسرائیلی به ایران آورده‌است و این آژانس راه ورود بازیکنان پس‌مانده ان‌بی‌ای به ایران شده‌است. سرپرست باشگاه مهرام در پاسخ گفت که او از یک طریق آژانس یونانی به نام جورجیو دیمتروپولوس به ایران آمده‌است.
در اسفند سال ۱۳۸۸، روزبه ارغوان بازیکن باشگاه صبامهر پس از بیرون رفتن توپ از زمین، توپ را محکم به سینه وودز پرتاب کرد و وودز نیز توپ را به سمت نیمکت صبامهر پرتاب کرد. هر دو بازیکن توسط کمیته انضباطی جریمه شدند. در همین زمان، خالکوبی روی بدن وودز و چند ورزشکار خارجی دیگر در ایران مورد اعتراض سازمان تربیت بدنی قرارگرفت.